# トリュフチョコレート

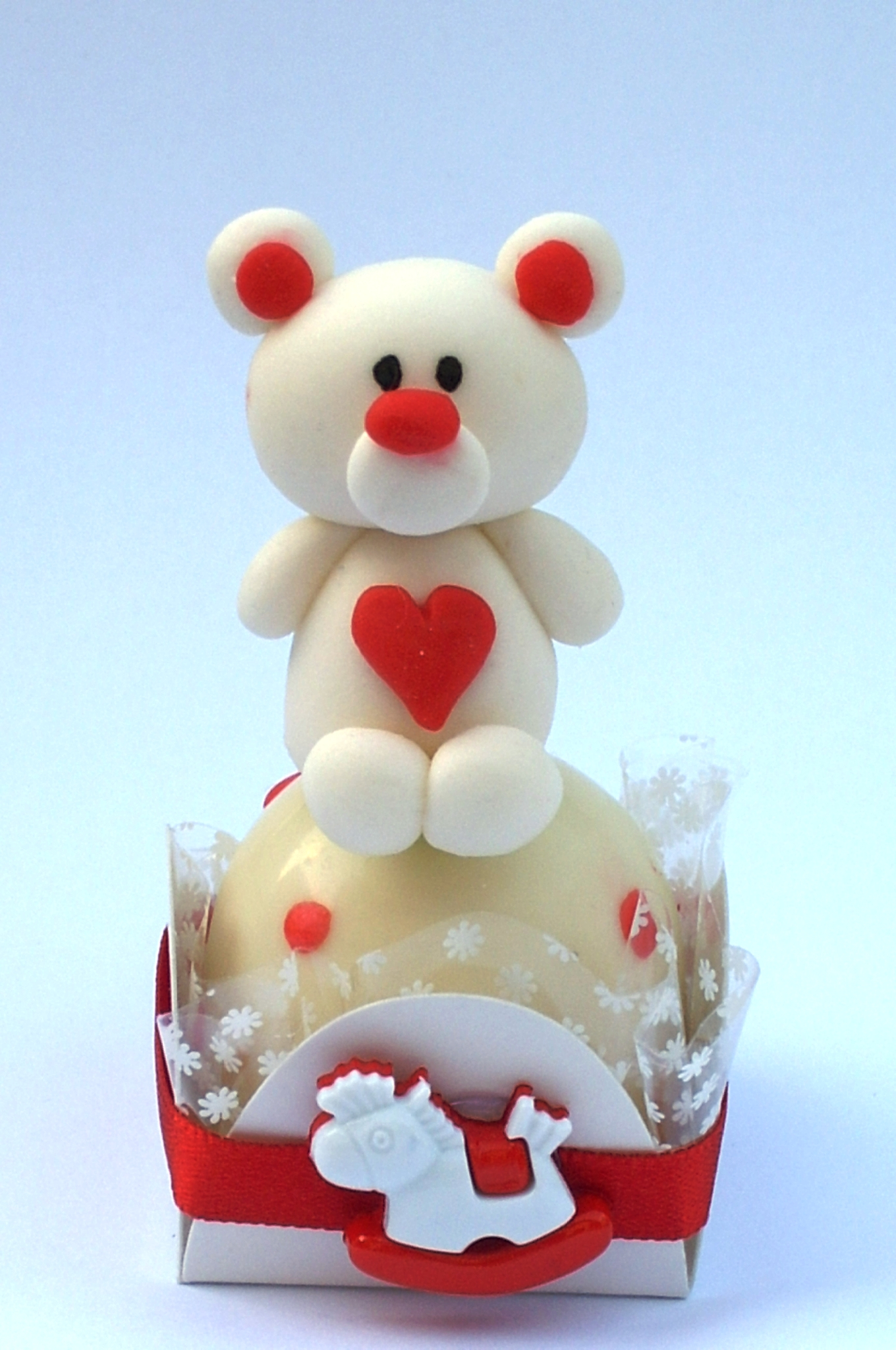
熊をあしらったホワイトトリュフチョコレート。

トリュフチョコレート（英: Chocolate truffle）は、チョコレート菓子の一種。しばしば、トリュフと略称される。直径3cmほどの球形に丸めたガナッシュをクーベルチュール・チョコレートでコーティングし、粉砂糖やココアパウダー、クラッシュドナッツ（ヘーゼルナッツ、アーモンド、ココナッツが一般的）をまぶしたものが一般的で、その他、ガナッシュに替えて、クリーム、生チョコレート、キャラメル、ナッツ類、アーモンド、ベリー類を用いたり、ガナッシュにフルーツ、ヌガー、ファッジ、トフィー、ミント、チョコレートチップ、マシュマロや酒類を混ぜ合わせたものも含む。
名称は、高級食材であるトリュフ（セイヨウショウロ）に似ている事から。

## 概要

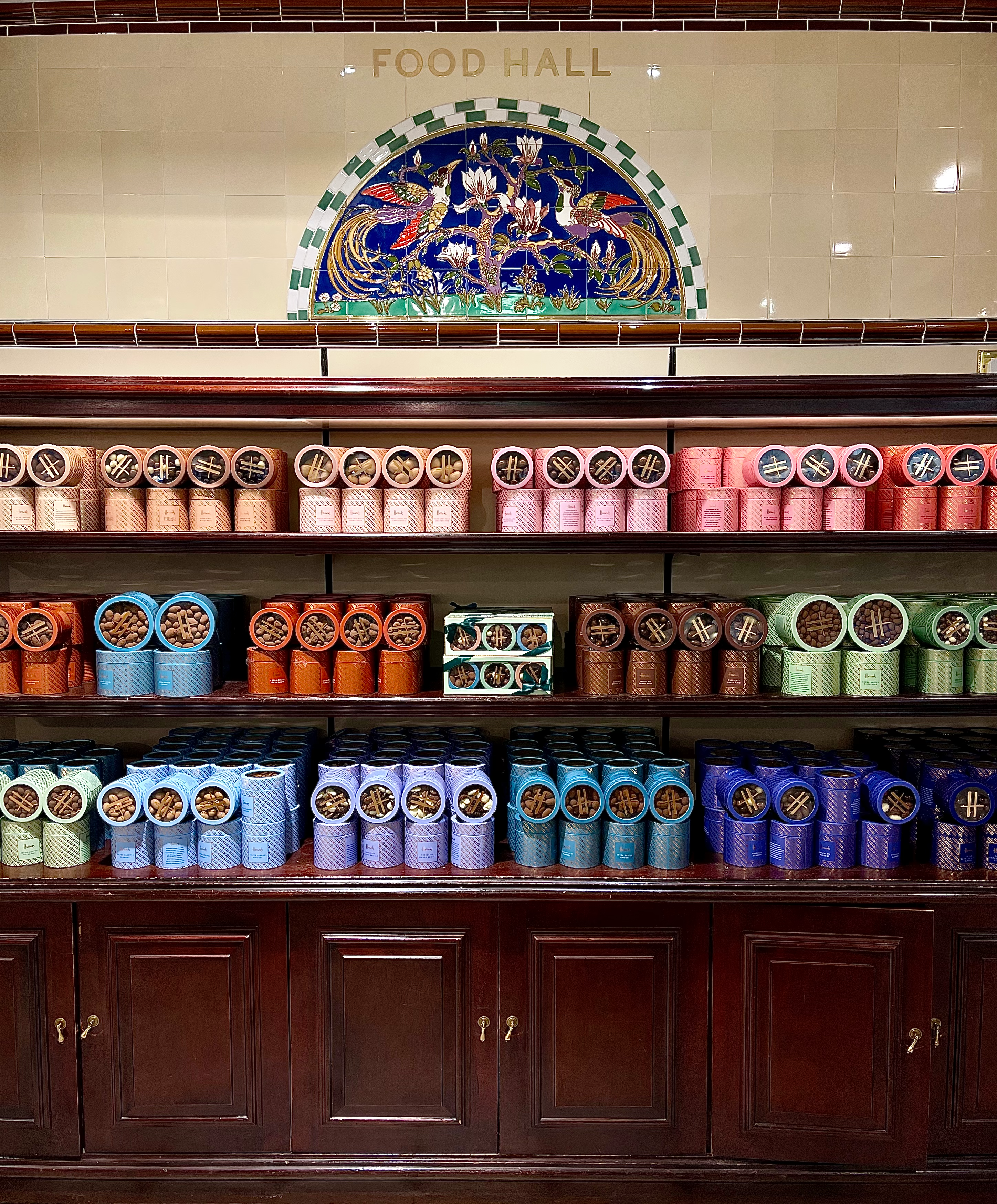

トリュフチョコレートは、1895年12月フランスシャンベリのN.Petruccelliにより創作された。世界的に広く知られるようになったのは、1902年フランス人ショコラティエアントワン・デュフールが創業したチョコレートショップ「プレスタ」に供されるようになってからで、同店においては現在でも、オリジナルレシピのものを「ナポレオン三世のトリュフ」として販売している。現在では、アメリカントリュフ、ヨーロピアントリュフ、スイストリュフの3種が主流となっている。
- アメリカントリュフは、ビターチョコレートかミルクチョコレートをバター又はココナッツ油と混ぜ合わせたものをコーティングした、卵の半分のほどの大きさのもので、サンフランシスコのショコラティエにおいてジョセフ・シュミット・コンフェクションの創業者ジョセフ・シュミットが1980年代半ばに創始した[3]。
  - クラッカーとピーナッツバターを混ぜたアメリカントリュフの派生形はハーベイトリュフとして知られる。
- ヨーロピアントリュフは、シロップに、ココアパウダー、粉ミルク、脂質、その他主に液状の材料をチョコレートコーティングしたものである。
- スイストリュフは、溶かしたチョコレートに、生クリームとバターを熱したものを混ぜ合わせ、水分が残っている間にココアパウダーと型に流し込まれ作られたものである。前の2種類とは異なり、貯蔵寿命が非常に短く、できてから数日以内が賞味期限となる[4]。

これらに加え、ココナツオイル、生カカオ、ヤーコンシロップ又はアガベシロップを混ぜた生トリュフなども登場している。
トリュフのガナシュにはしばしば香りづけにウォッカ、ラム、ワイン、ブランデーと言ったアルコール類が混ぜ合わせられる。

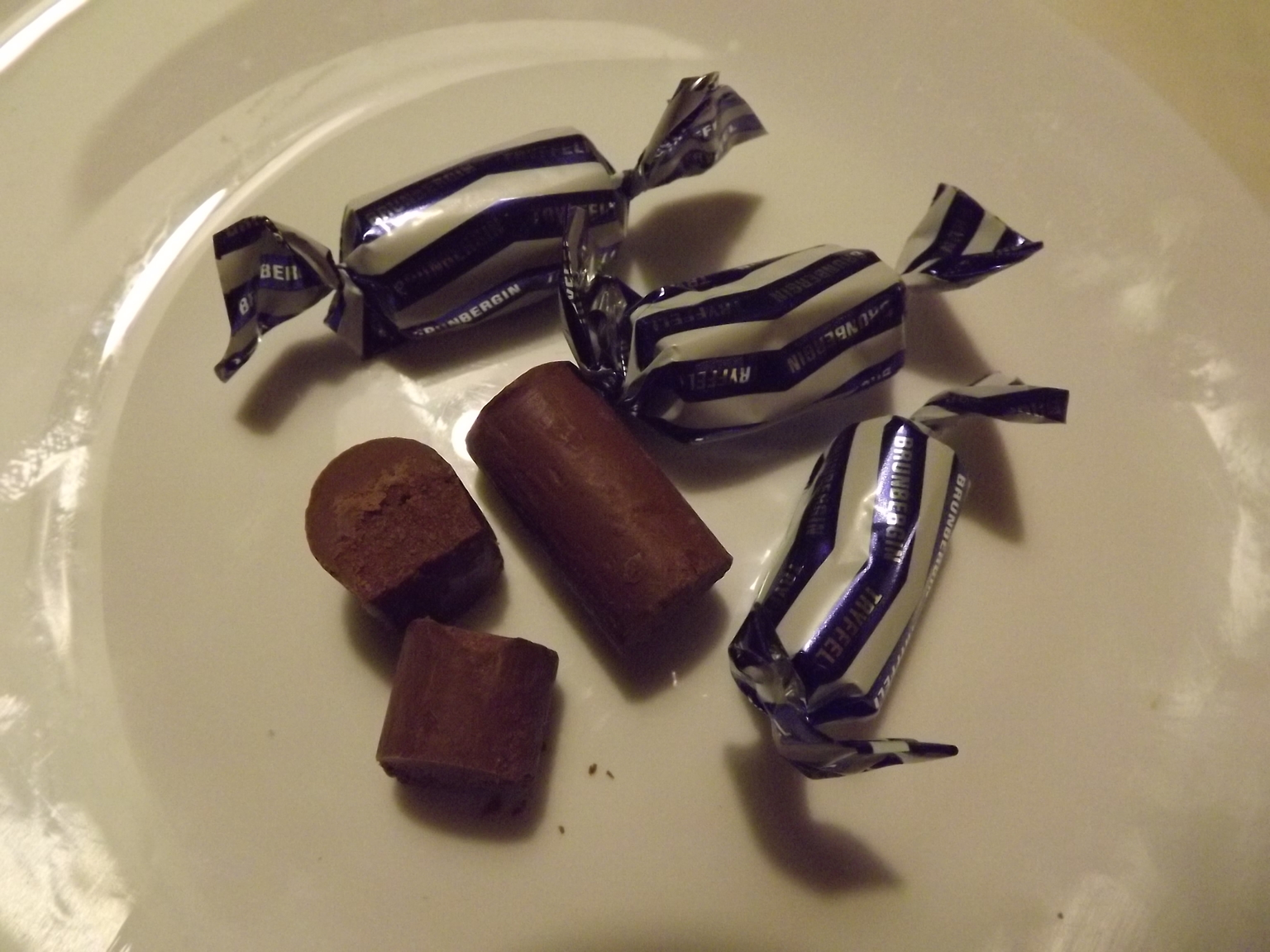
切り分け製法によるシンプルなトリュフチョコレート

トリュフチョコレートの工業量産に際しては、ガナッシュを手で丸めて玉にする作業の機械化がハードルであった。海外ではガナッシュを棒状に押出成型したものを切り分けたり、ホイップクリームを絞るように平板上に落とし、コーティングを垂らす製法のものがみられるが、これらは本来のトリュフ茸の玉状にはならない。日本では1990年代にブルボンが、先にハードチョコレートの殻を作りガナッシュを充填してから貼り合わせる方法で球形のトリュフを製品化した。